# 2014 en hockey sur glace
Cette page présente les éléments de hockey sur glace de l'année 2014, que ce soit d'un point de vue rencontres internationales ou championnats nationaux. Les grandes dates des différentes compétitions sont données ainsi que les décès de personnalités du hockey mondial.

## Europe

### Autriche
Vainqueur de l'EBEL : HC Bolzano.

### Finlande
Vainqueur du Kanada-malja : Kärpät Oulu.

### France
- Le 6 avril 2014 : Briançon remporte la première Coupe Magnus de son histoire en battant Angers en finale quatre victoires à trois.
- Le 30 décembre 2014, Grenoble gagne la finale de la Coupe de la Ligue en battant Rouen sur le score de 3-2, Michal Zajkowski portier de Grenoble est élu meilleur joueur de la finale[1].

### Norvège
Le Stavanger ishockeyklubb remporte le quatrième titre de son histoire en battant en finale Vålerenga ishockey, 4 matchs à 2. Avec 66 points, Kenny Corupe (Lørenskog IK) et Morten Ask (Vålerenga ishockey) sont les deux meilleurs pointeurs de la saison alors que Joakim Jensen (Storhamar Dragons) compte le plus haut total de buts, 32. La feuille du match de la rencontre décisive est présentée ci-dessous.
| 14 avril | Stavanger ishockeyklubb | 1-0 (1-0, 0-0, 0-0) | Vålerenga ishockey | DNB Arena 4 377 spectateurs |

| Feuille de match | Feuille de match                            | Feuille de match | Feuille de match | Feuille de match |
| ---------------- | ------------------------------------------- | ---------------- | ---------------- | ---------------- |
|                  | Daoust (Schaus, Løvold Sveum) — 13 min 50 s | 1-0              |                  |                  |
| Smith            | Gardiens                                    | Søberg           |                  |                  |
|                  |                                             |                  |                  |                  |
| 36               | Tirs                                        | 28               |                  |                  |

### Russie/KHL
- Vainqueur de la Coupe Gagarine : Metallourg Magnitogorsk

- Vainqueur de la Coupe Bratine : Saryarka Karaganda

### Suède
Vainqueur du Trophée Le Mat : Skellefteå AIK.

### Suisse
- Le Zürcher Schlittschuh Club Lions remporte le titre de National League A[4].
- Le 31 décembre 2014, le Genève-Servette Hockey Club remporte une deuxième Coupe Spengler consécutive[5].

## Compétitions internationales

### Jeux olympiques
Lors des Jeux olympiques de Sotchi en Russie, le Canada remporte la médaille d'or dans les tournois masculin et féminin où il conserve son titre à chaque fois. La Suède et la Finlande complètent le podium masculin alors que la Russie, pays organisateur et prétendant au titre, ne termine qu'à la cinquième place. Au niveau du tournoi féminin, les États-Unis terminent à la deuxième place devant la Suisse ; la Russie est sixième.

## Autres

### Fins de carrière
- 9 janvier : Jeremy Colliton.
- 9 janvier : Wade Redden.
- 15 janvier : Jamie Langenbrunner.
- 16 janvier : Steve Bégin.
- 23 janvier : Paul Baier.
- 24 janvier : Václav Prospal.
- 27 janvier : Marco Sturm.
- 10 février : Janne Niinimaa.
- 11 février : Kevin Lötscher.
- 11 février : Pelle Prestberg.
- 18 février : Geoffrey Vauclair.
- 25 février : Lane MacDermid.
- 25 février : Vincent Bachet.
- 13 mars : Sami Kapanen.
- 13 mars : Petr Nedvěd.
- 16 mars : Eddy Ferhi.
- 16 mars : Géraud Marechal.
- 16 mars : Ghislain Folcke.
- 17 mars : Darcy Hordichuk.
- 25 mars : Chris Allen.
- 26 avril : Mattias Weinhandl.
- 28 avril : Tomáš Balúch.
- 2 mai : Mathieu Garon.
- 7 mai : Marek Malík.
- 19 mai : Radek Bonk.
- 20 mai: Teemu Selänne.
- 20 mai: Miroslav Šatan.
- 22 mai : Baptiste Amar.
- 27 mai : Sandis Ozoliņš.
- 12 juin : Rob Hennigar.
- 18 juin : Trent Whitfield.
- 19 juin : Toby Petersen.
- 22 juin : Flavien Conne.
- 3 juillet : Alekseï Kovaliov.
- 9 juillet : Adam Pineault.
- 12 juillet : Brian Lee.
- 15 juillet : Jyrki Välivaara.
- 18 juillet : Aleksandrs Ņiživijs.
- 22 juillet : Alan Letang.
- 26 juillet : Rob Davison.
- 30 juillet : Vladimir Antipov.
- 31 juillet : Kenndal McArdle.
- 1er août : Gerald Coleman.
- 11 août : David Cayer.
- 21 août : Jean-Sébastien Giguère.
- 24 août : Alekseï Morozov.
- 3 septembre : Valentin Wirz.
- 6 septembre : Aleksandr Golts.
- 14 octobre : Paul Schellander.
- 15 octobre : Richard Park.
- 26 novembre : Benoît Gratton.
- 28 novembre : Daniel Alfredsson.
- 5 décembre : George Parros.
- 15 décembre : Tomáš Vokoun.
- 15 décembre : Jarkko Ruutu.
- 19 décembre : Antti-Jussi Niemi.

### Décès
- 6 janvier : Karel Gut[6].
- 14 janvier : Eric Paterson[7]
- 18 janvier : Milan Kajkl[7]
- 19 janvier : Tsutomu Kawabuchi[7]
- 11 mars : Doru Tureanu[8]
- 4 mai : Ross Lonsberry[9]
- 17 juin : Larry Zeidel[10]
- 14 août : Frank Udvari[11]
- 31 août : Carol Vadnais[12]
- 6 septembre : Seth Martin[13]
- 9 septembre : Bob Suter[14]
- 16 novembre : Attila Rajz[15]
- 23 novembre : Pat Quinn[16].
- 24 novembre : Viktor Tikhonov[17].
- 26 novembre : Gilles Tremblay[18].
- 2 décembre : Jean Béliveau[19].